# Himmel över Flogsta
Himmel över Flogsta är en svensk dramadokumentär från 2015 i regi av Viktor Johansson.

## Medverkande
- Arman Chowdhury
- Signe Lemhagen
- Vanco Nakev
- Lo Vrede
- Axel Bukuru
- Emil Staaf
- Henrik Paronen
- Mohammed Essa
- Ali Almaseri
- Rasmus Verdier
- Olle Werner
- Birte Be
- Lina Vågbratt
- Gegge
- Sanna Kotte Tallbarr
- Nemi Blåbärspaj
- Erik Welson

## Om filmen
Himmel över Flogsta är Viktor Johanssons andra långfilm och uppföljare till 2014 års Under Gottsunda. Filmerna utgör en serie om subkulturer i Uppsala Båda filmerna ligger genremässig mellan spelfilm och dokumentär där Johansson utgått från färdigskrivna karaktärer, men gett stort utrymme för de medverkande att påverka filmresultatet genom improvisation. Filmen spelades in i Uppsalaförorten Flogsta under två månader sommaren 2014. Den fotades och klipptes av Johansson. Musiken komponerades av Andean Runner.
Filmen hade premiär den 25 januari 2015 på Göteborgs filmfestival. Den hade svensk biopremiär den 5 februari 2015 på Fyrisbiografen i Uppsala. Den internationella titeln är Flogsta Heaven.